# Der rote Schal (1973)
Der rote Schal ist ein dreiteiliger deutscher Fernseh-Kriminalfilm aus dem Jahr 1973. Literarische Vorlage war der gleichnamige Roman von Wilkie Collins (englischer Originaltitel: Armadale), erschienen 1866. Der Film gehört zu den sogenannten Plüschkrimis, einer vom WDR in den 1970er Jahren produzierten Reihe von Krimi-Mehrteilern.
Die Handlung dreht sich um zwei Freunde, deren Väter miteinander verfeindet waren, und um den Mord des einen Vaters an dem anderen, der die Freundschaft der Söhne zu überschatten droht.

## Handlung

### Erster Teil
Auf einem Feld nahe dem englischen Fischerdorf Summerset wird ein junger Mann namens Ozias Midwinter bewusstlos aufgefunden. Der etwa gleichaltrige Allan Armadale, Sohn einer Witwe, die sich in Sommerset niedergelassen hat, bezahlt für seine medizinische Behandlung und schließt Freundschaft mit ihm. Seiner Mutter ist Ozias aber suspekt, zumal niemand etwas über seine Vergangenheit weiß. Sie bittet den Pfarrer Brock, einen Vertrauten der Familie, Ozias zu überzeugen, das Dorf wieder zu verlassen – was dieser kurz darauf auch tut. Dann taucht eine verschleierte Frau mit einem roten Schal im Dorf auf. Sie besucht Frau Armadale, die kurz darauf einen Schlaganfall erleidet und verstirbt. Auf dem Sterbebett warnt sie den Pfarrer vor der Frau im roten Schal und bittet ihn, Allan vor ihr zu beschützen.
Allan erfährt, dass sein reicher Großvater (mütterlicherseits) verstorben ist und er der Alleinerbe von dessen Landgut Thorpe-Ambrose und seinem Vermögen ist. Gemeinsam mit dem Pfarrer macht er Ozias ausfindig; mit ihm will er auf dem Landgut leben. Der Pfarrer findet heraus, dass Ozias ursprünglich auch den Namen Allan Armadale trug, und so erzählt dieser (in Allans Abwesenheit) seine Familiengeschichte:
Ozias’ Vater war der Adoptivsohn eines reichen Landbesitzers auf Barbados, der Allan Armadale hieß. Bedingung für die Adoption war, dass er den Namen Allan Armadale annimmt, da der Landbesitzer seinen leiblichen Sohn gleichen Namens wegen krimineller Machenschaften enterbt und verstoßen hat. Nach dem Tod des Adoptivvaters schließt er Freundschaft mit einem Fergus Ingleby, den er auch zu seinem Geschäftspartner macht. Armadale verlobt sich mit der Tochter von Herrn Blanchard, einem auf Madeira ansässigen Freund seines Adoptivvaters, ohne seine Braut aber persönlich kennengelernt zu haben – er hat sich in ein Bild von ihr, das ihr Vater ihm zuschickte, verliebt. Bevor er aber zur Hochzeit nach Madeira abreisen kann, erkrankt er schwer. Als er sich wieder erholt hat und in Madeira ankommt, erfährt er, dass Miss Blanchard bereits verheiratet ist – und zwar mit einem gewissen Allan Armadale: Sein Geschäftspartner Ingleby war nämlich in Wahrheit der verstoßene leibliche Sohn seines Adoptivvaters, der nun unter seinem richtigen Namen vor ihm nach Madeira gereist, Herrn Blanchard getäuscht und Miss Blanchard geheiratet hat. Ein Brief von Armadales Mutter, der über dessen Erkrankung und verspätete Ankunft informierte, wurde von Ingleby abgefangen. Mit Hilfe dieses Briefes fälschte eine junge Zofe von Miss Blanchard (jetzt Frau Armadale) einen Brief, der (scheinbar von Armadales Mutter) angab, leider nicht zur Hochzeit erscheinen zu können, jedoch Armadale (in Wahrheit Ingleby) ihren Segen zu geben.
Als Armadale all dies erfährt, fordert er Ingleby zum Duell. Er wartet am nächsten Morgen am vereinbarten Treffpunkt, Ingleby erscheint jedoch nicht, sondern geht mit seiner (inzwischen schwangeren) Frau auf ein Schiff, das an diesem Morgen nach Lissabon abfährt. Armadale verfolgt ihn auf dem nächsten Schiff. Das Schiff, auf dem Ingleby ist, gerät in einen Sturm und sinkt, während das Schiff, auf dem Armadale ist, zur Rettung naht. Frau Armadale wird gerettet, und Armadale geht auf das Schiffswrack, um nach Ingleby zu suchen. Er findet ihn und rächt sich, indem er ihn in einer Kabine einsperrt und das Schiffswrack wieder verlässt, sodass Ingleby ertrinkt. Später bringt Frau Armadale Inglebys Sohn zur Welt – er ist der junge Allan Armadale junior vom Anfang der Geschichte. Armadale senior (Inglebys Mörder) jedoch wandert nach Trinidad aus, heiratet eine Eingeborene und bekommt mit ihr einen Sohn, den er ebenfalls Allan Armadale nennt. Dieser wird von seinem Vater gewarnt, sich immer von dem anderen Armadale, dessen Mutter und der Zofe, die den Brief gefälscht hat, fernzuhalten. Er muss sich später verarmt in verschiedensten Berufen durchschlagen und nimmt den Namen eines Landstreichers an, der sich um ihn gekümmert hat – nämlich Ozias Midwinter. Entgegen dem Rat seines Vaters hat er Allan Armadale junior aufgesucht; er möchte den Mord seines Vaters wiedergutmachen, indem er sich um ihn kümmert, ohne ihm aber die Hintergründe zu erzählen.
Der Pfarrer vermutet, dass die geheimnisvolle Frau im roten Schal die ehemalige Zofe von Frau Armadale ist. Diese Frau, ihr Name ist Lydia Gwilt, plant zusammen mit ihrer Freundin, der Bordellbetreiberin Frau Oldershaw, Allan zu verführen, um in Besitz von Thorpe-Ambrose zu gelangen. Der mit den beiden befreundete Arzt Dr. Downward gaukelt Pfarrer Brock vor, mit Gwilt verheiratet zu sein und bald mit ihr nach Brasilien auszuwandern. Damit soll der Pfarrer in Sicherheit gewiegt werden, damit er in sein Dorf zurückkehrt. Währenddessen zieht Allan auf sein geerbtes Anwesen und nimmt Ozias als Gutsverwalter mit. Er erzählt Ozias von einem mysteriösen Traum, den Ozias als Warnung versteht: Er glaubt, auch er selbst könnte für Allan zur Gefahr werden. Der leichtlebige und fröhliche Allan nimmt Ozias’ Warnungen jedoch nicht ernst.

### Zweiter Teil
Allan hat ein Cottage auf seinen Ländereien an den pensionierten Major Milroy, dessen kranke Frau und seine 18-jährige Tochter Nelly vermietet. Frau Oldershaw erfährt durch einen Privatdetektiv, dass die Milroys nach einer Gouvernante für Nelly suchen. Sie sorgt dafür, dass Lydia Gwilt die Stelle bekommt, damit diese in Allans Nähe sein kann, und mietet sich selbst in einem Gasthaus in der Nähe ein.
Allan verliebt sich in Nelly, und schon bald wollen sie bei einer Feier ihre Verlobung bekanntgeben. Bei dieser Feier flirtet Lydia mit Allan. Als sie den Gästen ein Stück auf dem Klavier vorspielt, erkennt Nelly, wie fasziniert Allan von Lydia ist, und verlässt die Feier. Tatsächlich verliebt sich Allan in den folgenden Tagen immer mehr in Lydia und möchte sich nun mit ihr verloben. Ozias, der sich als Gutsverwalter überfordert fühlt und dessen eindringliche Warnungen vor Lydia vor Allan ignoriert werden, reist auf unbestimmte Zeit ab.
Nellys Mutter wollte aus Eifersucht von Anfang an Lydia nicht im Haus haben und ist nun wütend auf sie wegen der gelösten Verlobung zwischen Allan und Nelly. Sie schickt Allan einen Brief mit Verdächtigungen bezüglich Lydias Vergangenheit, und Allan lässt sich von seinem Anwalt Mr. Pedgift überzeugen, gemeinsam mit dessen Sohn nach London zu reisen, um Nachforschungen anzustellen. Das Haus, in dem angeblich Lydias vorherige Arbeitgeberin wohnt, stellt sich als das getarnte Bordell der Frau Oldershaw heraus.
Die Milroys entlassen Lydia, die sich daraufhin im Dorf in der Nähe des Anwesens als Klavierlehrerin niederlässt. Sie gibt sich als anständige Dame aus, deren Ehre durch Allans falsche Verdächtigungen beschmutzt sei, und wiegelt so die Leute gegen Allan auf. Der alte Felix Bashwood, der in Finanzangelegenheiten für Allan arbeitete, ist Lydia wegen ihrer Schönheit verfallen und bietet ihr seine Dienste an, nur um in ihrer Nähe sein zu können.

### Dritter Teil
Ozias kehrt zurück und begegnet Lydia wieder. Es stellt sich heraus, dass auch er sich in Lydia verliebt hatte, was ein Grund für seine Abreise war. Lydia erzählt ihm, dass Allan sie durch einen Spitzel beobachten lasse. Ozias ist nun aber von Lydias Unschuld überzeugt; es kommt zum Streit und zum Zerwürfnis zwischen den beiden Männern.
Lydia schleicht sich nachts in Allans Haus, um ihn zu verführen, jedoch vergeblich. Allan will nun doch Nelly von seiner Liebe überzeugen und hält bei Major Milroy um ihre Hand an. Lydia hat jedoch den Milroys anonym die Nachricht zukommen lassen, dass sie Allan nachts besucht hat, wodurch Allans Ehre wieder in Zweifel gerät und sein Antrag abgelehnt wird. Nelly wird in ein Internat geschickt, erst in einem halben Jahr darf Allan wieder Kontakt zu ihr aufnehmen.
Inzwischen nimmt Ozias eine Anstellung bei einer Zeitung in London an, um Lydia heiraten zu können. Als er Lydia die Geschichte von seinem und Allans Vater erzählt und ihr eröffnet, dass auch er eigentlich Allan Armadale heißt, heiratet sie ihn (unter dem Namen Armandale) und zieht mit ihm nach Neapel, wohin Ozias von seiner Zeitung als Korrespondent geschickt wird. Sie sorgt für eine Versöhnung zwischen Ozias und Allan, plant aber gemeinsam mit Frau Oldershaw bereits Allans Tod, um sich dann als seine Witwe auszugeben und Thorpe-Ambrose in Besitz zu nehmen.
Allan besucht die beiden mit seiner Yacht, diese wird jedoch beschädigt und er muss sich eine neue mieten. Als Kapitän heuert er einen Herrn Manuel an, der eine gemeinsame Vergangenheit mit Lydia hat: Allan und Ozias wissen nämlich nicht, dass Lydia schon einmal verheiratet war und Manuel ihren ersten Mann in ihrem Auftrag getötet hat. Nun soll er auch Allan töten, indem er die Yacht in einem Sturm zum Sinken bringt.
Lydia reist wieder nach England und erfährt, dass Allan sich von der Yacht retten konnte. Da in der Zeitung jedoch seine Todesnachricht verbreitet wird, will er nach England reisen, um die Milroys zu beruhigen. Lydia schmiedet mit Oldershaw einen neuen Mordplan: Ihr alter Komplize Dr. Downward ist inzwischen untergetaucht und hat unter dem Namen Dr. Le Doux ein Nervensanatorium eröffnet. Bashwood soll nun Allan bei seiner Ankunft abfangen und in dieses Sanatorium bringen – unter dem Vorwand, Nelly werde dort behandelt, die durch die Todesnachricht in der Zeitung einen Nervenzusammenbruch erlitten habe. Dort soll er übernachten und von Dr. Downward und Frau Oldershaw, getarnt als Krankenschwester, getötet werden, und zwar durch ein Gift, dessen Gas sich im Zimmer verbreitet. Lydia soll solange in einem Hotel warten.
Allan kommt aber nicht allein, sondern gemeinsam mit Ozias, der unbedingt ins Sanatorium mitkommen will. Also wollen Downward und Oldershaw beide töten. Als Lydia diese Änderung des Plans von Bashwood erfährt, eilt sie zum Sanatorium, um Ozias zu retten: Sie hat ihn nicht nur aus Berechnung geheiratet, sondern liebt ihn.
Ozias ist misstrauisch und übernachtet in Allans Zimmer. Dies weiß Lydia aber nicht, als sie nun selbst das Gift durch ein Loch in der Wand im Zimmer verteilt. Erst danach verraten ihr Downward und Oldershaw die Wahrheit. Sie rennt zum Zimmer zurück, befreit Allan und Ozias (beide bereits bewusstlos), schließt sich selbst in dem Zimmer mit der vergifteten Luft ein und nimmt sich so das Leben. Allan und Ozias kommen wieder zu sich und Bashwood hat inzwischen die Polizei alarmiert, die Downward und Oldershaw festnimmt.

## Produktion
Der Film wurde vom WDR produziert und am 27., 28. und 29. Mai 1973 zum ersten Mal ausgestrahlt. 2009 erschien er auf DVD, produziert von Studio Hamburg Enterprises, zusammen mit Die Frau in Weiß in der Reihe Straßenfeger.
Der Regisseur Wilhelm Semmelroth hat gegen Ende des ersten Teils einen im Abspann unerwähnten Kurzauftritt als Hotelrezeptionist.